# Száliha szultána
Élete:
Száliha 1680-ban látta meg a napvilágot Elizaveta néven. A tatárok egyik portyáján fogságba esett, és eladták rabszolgának. Musztafa szultán ágyasa lett.
Valide szultánaként:
1730-ban harmincnégy éves fia I. Mahmud néven került a trónra a patrónusfelkelés után, amely nagybátyja, Ahmed III. szultán trónfosztásához vezetett.[7] Az új szultán anyjaként Szaliha volt a legjobb helyzetben ahhoz, hogy békéltető szerepet játsszon, és az idővel és a trónra lépése előtt kiépített szövetségei révén megszilárdítsa fia korai uralkodását. 1715-ben betöltötte az anyósa és elődje, Gülnuş szultán halála óta keletkezett vákuumot, és hatalomra került. Bár ötvenévesen lett Valide szultán, Szaliha megőrizte szépségét, és szebb volt, mint fia, Mahmud hitvesei.
Halála:
1739-ben Száliha egészsége romlani kezdett egy ismeretlen betegség miatt a tırnakçı palotába ment azzal a reménnyel hogy ott majd rehabilitálódik és meggyógyul. Azonban 1739. szeptember 21-én meghalt. Az isztambuli Új Mecsetben, a Turhan Szultán mauzóleumban temették el.
Elődje Emetullah Rábia Gülnuş útódja pedig Şehsuvar szultána lett.